# Thomaskirchhof
Il Thomaskirchhof (in italiano: La piazza della chiesa di San Tommaso) è una piazza nel centro della città di Lipsia in Germania. Al suo centro si trova la chiesa di San Tommaso.

## Nome e storia
La piazza prende il nome dall'ex cimitero attorno alla chiesa di San Tommaso, costruita nel 1212. Davanti al portale sud della chiesa si trova un monumento del 1908 a Johann Sebastian Bach di Carl Seffner. In Thomaskirchhof 16 si trova il museo Bach di Lipsia con l'archivio Bach.

## Descrizione
Il Thomaskirchhof circonda la chiesa di San Tommaso su tre lati (nord, est e sud). All'esterno della piazza ci sono strade con l'indirizzo "Thomaskirchhof" . A ovest il Dittrichring come parte del Promenadenring e la circonvallazione interna della città chiude la piazza. Le strade chiamate Klostergasse, Thomasgasse e Burgstraße conducono nel Thomaskirchhof. La piazza ha un'estensione est-ovest di circa 115 m ed è larga circa 90 m sul lato ovest. Nell'angolo sud-est gli edifici si estendono nel rettangolo della piazza. La piccola e intima sezione risultante, che misura circa 23 m  per 36 m, con il monumento a Bach a sud della chiesa è spesso erroneamente considerata l'intera piazza San Tommaso. Nella parte settentrionale della piazza si trova la discesa al parcheggio sotterraneo sotto la Marktgalerie.

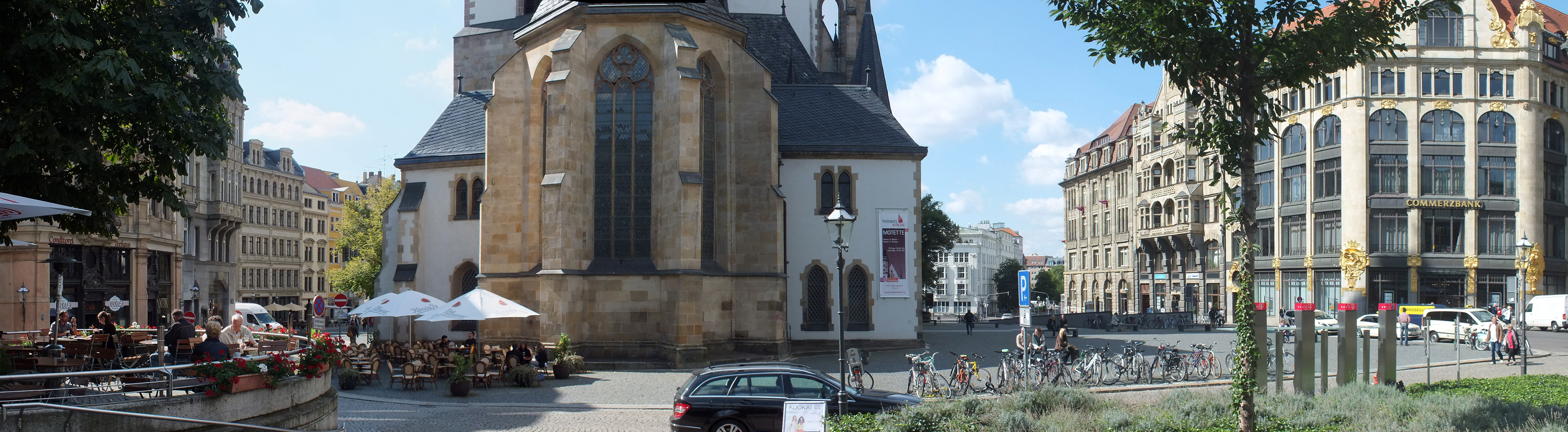
La piazza nel 2012

## Luogo turistico
La parte meridionale con l'ingresso alla chiesa di San Tommaso, la statua di Johann Sebastian Bach, il museo di Bach e il moderno e minimalista Thomas Shop (architetti: HPP) è uno dei luoghi turistici più importanti di Lipsia. Nei mesi estivi, la piazza viene utilizzata anche per concerti all'aperto. L'area verde tra la piazza di San Tommaso e il Markt è una popolare area ricreativa nel centro della città.